# Design to cost
Design to Cost je komplexní metoda snižování nákladů investice, změnou jejich funkčních parametrů, vlastností, výrobní konstrukce, produktu nebo změnou procesů výroby. To vše při zachování bezpečnosti, funkcionality a kvality.

## Historie
Již v roce 1950 se objevují první konkrétní zmínky o tzv. nákladovém inženýrství. Následně v roce 1956 vzniká mezinárodní inženýrská organizace - AACE International. Jedná se o nadnárodní sdružení inženýrských společnosti zaměřující se na projektové řízení.
V roce 1976 byla založena mezinárodní organizace sdružující nákladové inženýrství a projektové řízení společnosti - International Cost Engineering Congress (ICEC).
Dílčí myšlenky metody Design to Cost (dále jen DTC) můžeme spatřovat již v začátcích práce amerického ekonoma Michala Portera. Ten ukazuje společnostem, jak mohou získávat konkurenční výhody a vytvářet strategie pro svou lepší konkurenceschopnost. Porter zdůrazňuje, že zvýšení podílu na trhu se může v konkurenčním prostředí výrazně podařit jen díky nižším nákladům ve srovnání s konkurencí. Poukazuje na výhody výrobců low-cost ve svém oboru pro danou oblast a možnost vytvářet dlouhodobě dobrou pozici pro vypořádání se s pěti konkurenčními silami.
Metoda DTC začala být významněji prezentovaná v polovině osmdesátých let v USA jako pevně daný postup řízení vývoje a výroby s soustavou kontinuálních opatření podporující efektivnější investování do výrobku. Primární snahou bylo přizpůsobit řízení tak, aby všechny firemní procesy přijaly cenu jako nedílný parametr designu výrobku. Konstruktéři tak dostali od managementu firem přesné úkoly již na počátku vývoje a vstupní parametry přestaly být jen technické, ale začínají být i přísně finanční. Vlastní konstrukce tak začíná již v počátku cílit na náklady spojené s vývojem a výrobou. Nižší cena ale neznamená nižší cenu produktu na trhu ale vyšší zisk výrobce.